# Cruzeiro (waluta)
Cruzeiro – waluta w Brazylii w latach 1942–1986 i 1990-1993.
Monety wybijano w następujących nominałach:
1, 2, 5, 10, 20, 50 centavos, 1, 5, 10, 20, 50, 100, 200, 500, 1000 cruzeiros.
Nominałami banknotów były: 1, 2, 5, 10, 20, 50, 100, 200, 500 cruzeiros oraz 1, 5, 10, 50, 100, 500 tysięcy cruzeiros,